# Comuna Karmaliukivka, Balta
Karmaliukivka (în ucraineană Кармалюківка) este o comună în raionul Balta, regiunea Odesa, Ucraina, formată din satele Eftodia, Karmaliukivka (reședința) și Zelenîi Hai.

## Demografie
Componența lingvistică a comunei Karmaliukivka
     Ucraineană (93,57%)
     Română (3,61%)
     Rusă (2,44%)
     Alte limbi (0,19%)
Conform recensământului din 2001, majoritatea populației comunei Karmaliukivka era vorbitoare de ucraineană (93,57%), existând în minoritate și vorbitori de română (3,61%) și rusă (2,44%).